# Boris Aleksandrovič Voroncov-Veljaminov
Boris Aleksandrovič Voroncov-Veljaminov (rusko Борис Александрович Воронцов-Вельяминов), ruski astronom in astrofizik, * 14. februar 1904, Jekaterinoslav, Ruski imperij (danes Dnipro, Ukrajina), † 27. januar 1994, Moskva, Rusija.

## Življenje in delo
Voroncov-Veljaminov je leta 1925 diplomiral na Moskovski državni univerzi. Tu so ga leta 1934 izvolili za profesorja. Napisal je monografije Galaktične meglice (Галактические туманности) (1935), Nove zvezde in plinske meglice (Новые звезды и газовые туманности) (1948), Zunajgalaktična astronomija (Внегалактическая астрономия) (1972, 1977). Bil je vsestranski. Med letoma 1927 in 1928 je na Kavkazu odkril in opisal ledenik, ki se danes imenuje po njem. Ukvarjal se je tudi z rodoslovjem.
Neodvisno od Trumplerja je odkril absorpcijo svetlobe v medzvezdnem prahu, kar je pripeljalo do razumevanja danes znane oblike naše Galaksije. Leta 1930 je dokazal vrtenje kometnih jeder. Raziskoval in razvrstil je planetarne meglice. Leta 1933 je razdelal postopek določevanja razdalj do planetarnih meglic in temperature njihovih središč.
Po letu 1958 je sestavil katalog nebesnih teles, galaksij Voroncov-Veljaminova (Atlas trkajočih galaksij). Sam je odkril 1200 takšnih galaksij. V 60. letih 20. stoletja je sestavil tudi večji in splošnejši katalog galaksij (Morfološki katalog galaksij).